# Fényeshátú sarlósfecske
A fényeshátú sarlósfecske (Apus acuticauda)  a madarak osztályának sarlósfecske-alakúak (Apodiformes) rendjébe és a sarlósfecskefélék (Apodidae) családjába tartozó faj.

## Rendszerezése
A fajt Thomas C. Jerdon angol zoológus írta le 1864-ben, a Cypselus nembe Cypselus acuticauda néven.

## Előfordulása
Dél- és Délkelet-Ázsiában, Bhután, India, Nepál, Srí Lanka és Thaiföld területén honos. Természetes élőhelyei a szubtrópusi és trópusi síkvidéki és hegyi esőerdők, hegyes sziklás környezetben. Vonuló faj.

## Megjelenése
Testhossza 17 centiméter.

## Szaporodása
Telepesen fészkel.

## Természetvédelmi helyzete
Az elterjedési területe elég nagy, egyedszáma 250-700 példány közötti, a kicsi állománya viszont stabil. A Természetvédelmi Világszövetség Vörös listáján sebezhető fajként szerepel.